# European Legions
European Legions es un álbum recopilatorio de la banda noruega de black metal, Mayhem. Las canciones 1-7 son en vivo, y las canciones 8-12 son canciones de la preproducción de las sesiones de Grand Declaration of War.

## Lista de canciones
1. "Silvester Anfang / Fall of Seraphs" – 5:58
2. "Carnage" – 3:47
3. "View from Nihil" – 2:51
4. "To Daimonion" – 2:48
5. "Freezing Moon" – 6:13
6. "Chainsaw Gutsfuck" – 5:13
7. "Pure Fucking Armageddon" – 1:21
8. "To Daimonion (Demo)" – 3:13
9. "View from Nihil (Demo)" – 2:56
10. "In the Lies Where Upon You Lay (Demo)" – 5:54
11. "Crystallized Pain in Deconstruction (Demo)" – 3:58
12. "Completion in Science of Agony (Demo)" – 2:09

## Créditos
- Maniac (Sven Erik Kristiansen) - Voces
- Blasphemer (Rune Eriksen) - Guitarra
- Necrobutcher (Jørn Stubberud) - Bajo
- Hellhammer (Jan Axel Blomberg) - Batería

- Datos: Q1766537